# Mistrzostwa Polski Kobiet w Wędkarstwie Spławikowym (2023)
XXXVIII Mistrzostwa Polski Kobiet w Wędkarstwie Spławikowym – mistrzostwa Polski kobiet w wędkarstwie spławikowym, które odbyły się w dniach 29 września - 1 października 2023 na wodach łowiska specjalnego Koła PZW Okoń-Wodociągi w Częstochowie. Organizatorem było przedsiębiorstwo Big Fish oraz Stowarzyszenie "Pasja do Życia".

## Wyniki
- 1. miejsce: Weronika Walczak-Pietrasiak (Okręg PZW Kaliszu),
- 2. miejsce: Kamila Justa-Kowalska (Okręg PZW w Gdańsku),
- 3. miejsce: Joanna Drgas (Okręg PZW w Opolu)[1].